# Chariesthes antennata
Chariesthes antennata es una especie de escarabajo longicornio del género Chariesthes, tribu Tragocephalini, orden Coleoptera. Fue descrita por Jordan en 1894.

## Descripción
Mide 8-14 mm de longitud.

## Distribución
Se distribuye por Camerún, Gabón, Nigeria, Guinea Ecuatorial y República Democrática del Congo.